# Gran Premio de Suiza de Motociclismo de 1950
El Gran Premio de Suiza de Motociclismo de 1950 (oficialmente Switzerland Grand Prix) fue la cuarta prueba del Campeonato del Mundo de Motociclismo de 1950. Tuvo lugar en el fin de semana del 23 de julio de 1950 en el Circuito de Bremgarten en Berna (Suiza).
La carrera de 500 cc fue ganada por Leslie Graham, seguido de Umberto Masetti y Carlo Bandirola. Leslie Graham ganó la prueba de 350 cc, por delante de Bob Foster y Geoff Duke. La carrera de 250 cc fue ganada por Dario Ambrosini, Bruno Ruffo fue segundo y Dickie Dale tercero.

## Resultados

### Resultados 500cc
| Pos     | Piloto           | Constructor | Vueltas | Tiempo     | Puntos |
| ------- | ---------------- | ----------- | ------- | ---------- | ------ |
| 1       | Leslie Graham    | AJS         | 34      | 1:36:57    | 8      |
| 2       | Umberto Masetti  | Gilera      | 34      | +1:14      | 6      |
| 3       | Carlo Bandirola  | Gilera      | 34      | +1:15      | 4      |
| 4       | Geoff Duke       | Norton      | 34      | +1:44      | 3      |
| 5       | Harold Daniell   | Norton      |         | +1 vuelta  | 2      |
| 6       | Johnny Lockett   | Norton      |         | +1 vuelta  | 1      |
| 7       | Georges Cordey   | Norton      |         | +1 vuelta  |        |
| 8       | Reg Armstrong    | Velocette   |         | +1 vuelta  |        |
| 9       | Georges Houel    | Gilera      |         | +1 vuelta  |        |
| 10      | Nello Pagani     | Gilera      |         | +1 vuelta  |        |
| 11      | Albert Moule     | Norton      |         | +2 vueltas |        |
| 12      | Arciso Artesiani | MV Agusta   |         | +3 vueltas |        |
| 13      | Benoît Musy      | Moto Guzzi  |         | +3 vueltas |        |
| 14      | Hans Haldemann   | Norton      |         | +3 vueltas |        |
| 15      | Jim Swarbrick    | Norton      |         | +4 vueltas |        |
| Ret     | Willy Lips       | Norton      |         | Ret        |        |
| Ret     | Denis Jenkinson  | Norton      |         | Ret        |        |
| Ret     | Phil Heath       | Norton      |         | Ret        |        |
| Ret     | Sid Jensen       | AJS         |         | Ret        |        |
| Ret     | Robert Forster   | AJS         |         | Ret        |        |
| Ret     | Edward Frend     | AJS         |         | Ret        |        |
| Ret     | Harry Hinton     | Norton      |         | Ret        |        |
| Ret     | Vaino Hollming   | Norton      |         | Ret        |        |
| Ret     | Alfredo Milani   | Gilera      |         | Ret        |        |
| Ret     | Robert Müller    | Norton      |         | Ret        |        |
| Ret     | Ernie Thomas     | Triumph     |         | Ret        |        |
| Ret     | Henri Widonne    | Norton      |         | Ret        |        |
| Fuente: |                  |             |         |            |        |

### Resultados 350cc
| Pos     | Piloto          | Constructor | Tiempo  | Puntos |
| ------- | --------------- | ----------- | ------- | ------ |
| 1       | Leslie Graham   | AJS         | 1:11:25 | 8      |
| 2       | Bob Foster      | Velocette   | +0:18   | 6      |
| 3       | Geoff Duke      | Norton      | +0:47   | 4      |
| 4       | Reg Armstrong   | Velocette   | +1:04   | 3      |
| 5       | Ted Frend       | AJS         | +1:12   | 2      |
| 6       | Dickie Dale     | AJS         | +1:12   | 1      |
| 7       | Harry Hinton    | Norton      | +1:46   |        |
| 8       | Bill Lomas      | Velocette   | +1:48   |        |
| 9       | Harold Daniell  | Norton      | +1:49   |        |
| 10      | Johnny Lockett  | Norton      |         |        |
| 11      | Tommy Wood      | Velocette   |         |        |
| 12      | Sid Jensen      | AJS         |         |        |
| 13      | Väinö Hollming  | AJS         |         |        |
| 14      | Fergus Anderson | Velocette   |         |        |
| 15      | Phil Heath      | Norton      |         |        |
| 16      | Eric McPherson  | AJS         |         |        |
| 17      | Ernie Thomas    | Velocette   |         |        |
| 18      | Heinrich Stamm  | Velocette   |         |        |
| 19      | Bill Beevers    | Velocette   |         |        |
| 20      | J. Zuber        | Norton      |         |        |
| 21      | Willy Lips      | Norton      |         |        |
| 22      | Arthur Wick     | AJS         |         |        |
| Ret     | Eric Oliver     | Velocette   |         | Ret    |
| Fuente: |                 |             |         |        |

### Resultados 250cc
| Pos     | Piloto             | Constructor | Tiempo     | Puntos |
| ------- | ------------------ | ----------- | ---------- | ------ |
| 1       | Dario Ambrosini    | Benelli     | 1:01:48.2  | 8      |
| 2       | Bruno Ruffo        | Moto Guzzi  | +47.4      | 6      |
| 3       | Dickie Dale        | Benelli     | +57.8      | 4      |
| 4       | Benoît Musy        | Moto Guzzi  | +2:42.8    | 3      |
| 5       | Claudio Belotti    | Moto Guzzi  | +1 vuelta  | 2      |
| 6       | Onorato Francone   | Moto Guzzi  | +2 vueltas | 1      |
| 7       | Roberto Colombo    | Moto Guzzi  | +2 vueltas |        |
| 8       | Elio Scopigno      | Moto Guzzi  | +2 vueltas |        |
| 9       | Claudio Mastellari | Moto Guzzi  | +3 vueltas |        |
| Ret     | Ernst Laederach    | Parilla     |            | Ret    |
| Ret     | Tommy Wood         | Moto Guzzi  |            | Ret    |
| Ret     | Fergus Anderson    | Moto Guzzi  |            | Ret    |
| Ret     | Guido Leoni        | Moto Guzzi  |            | Ret    |
| Fuente: |                    |             |            |        |